# 경허
경허(鏡虛, 1849년 ~ 1912년)는 한국 근현대 불교를 개창한 대선사이다.
1849년 전주 자동리에서 아버지 송두옥(宋斗玉)과 어머니 밀양 박씨의 차남으로 태어났다. 본관은 여산(礪山)으로, 속명은 동욱(東旭)이다. 법호는 경허(鏡虛), 법명은 성우(惺牛)이다.
9세 때 경기도 의왕시 청계산에 있는 청계사로 출가하였다.

## 깨달음
1879년 11월 15일, 동학사 밑에 살고 있던 진사인, 이처사(李處士)의 한 마디, '소가 되더라도 콧구멍 없는 소가 되어야지.' 이 한마디를 전해듣고는, 바로 깨달았다. 콧구멍 없는 소(牛無鼻孔處: 우무비공처)는 중국 법안종의 종주 법안(法眼) 선사의 어록에 실려 있는 선어다. 당시 경허의 시봉을 받들던 사미승 원규는 경허의 사제인 학명의 제자였고, 이처사는 사미승 원규의 속가 아버지였다.

## 천장암 (천장사)
1880년 어머니와 속가 형님인 스님이 주지로 있던 연암산 천장암(천장사)으로 거처를 옮긴다. 천장암은 충청남도 서산시 고북면 장요리 연암산에 있는 도량으로 백제 무왕 34년인 633년 백제의 담화선사가 창건한 천년고찰이다.
경허는 연암산 천장암의 작은 방에서 1년 반동안 치열한 참선을 한 끝에 확철대오하게 되고 "사방을 둘러 보아도 사람이 없구나"라고 시작하는 오도송을 짓는다. 천장암에서 경허의 '삼월(三月)'로 불리는 수월스님과 혜월스님과 만공스님이 출가하여 함께 수행하게 된다. 제자들과 함께 천장암에서 지내다가 개심사 부석사 간월암등지를 다녀오기도 하였는데 이 때 경허스님과 제자들간의 많은 일화가 전한다.
1886년 6년 동안의 보임(保任)을 마치고 옷과 탈바가지, 주장자 등을 모두 불태운 뒤 무애행(無碍行)에 나섰다.
한동안 제자들을 가르치다가, 돌연 환속하여 박난주(朴蘭州)라고 개명하였고, 서당의 훈장이 되어 아이들을 가르치다가, 함경도 갑산(甲山) 웅이방(熊耳坊) 도하동(道下洞)에서 1912년 4월 25일 새벽에 임종게를 남긴 뒤 입적하였다. 나이 64세, 법랍 56세이다. 저서에는 《경허집》이 있다.

## 경허의 세 달
경허 선사의 수제자로 흔히 '삼월(三月)'로 불리는 혜월(慧月, 1861년 - 1937년), 수월(水月, 1855년 - 1928년)·만공(滿空, 1871년 - 1946년) 선사가 있다. 경허는 '만공은 복이 많아 대중을 많이 거느릴 테고, 정진력은 수월을 능가할 자가 없고, 지혜는 혜월을 당할 자가 없다'고 했다. 삼월인 제자들도 모두 깨달아 부처가 되었다. 이들 역시 근현대 한국 불교계를 대표하는 선승들이다.
1904년 7월 15일, 만공스님에게 전법게를 주고서, 천장암을 떠났다.
법자 만공에게 주다
수산 월면에게 글자 없는 도장을 부쳐 주고 주장자를 잡아 한 번 치고 이르기를 "다만 이 말소리가 이것이다. 라고 하였으니 또 말해 봐라. 이 무슨 도리인가?"
또 한 번 치고 이르기를 "한 번 웃고는 아지 못커라, 낙처가 어디인가. 안면도의 봄물이 푸르기를 쪽과 같도다." 하고 주장자를 던지고 흐음하고 내려오다.
현재, '북송담 남진제'의 두 큰스님의 경우에, 송담스님은 경허(75대)-만공(76대)-전강(77대)-송담(78대)의 계보이고, 진제스님은 경허(75대)-혜월(76대)-운봉(77대)-향곡(78대)-진제(79대)의 계보이다.

## 연표
- 1849년 전라북도 전주 자동리 출생
- 1857년, 경기도 의왕시 청계산에 있는 청계사로 출가(9세)
- 1879년 11월 15일, 이처사의 '소가 되더라도 콧구멍 없는 소가 되어야지.' 한마디를 전해듣고 깨달음(31세)
- 1886년, 6년 동안의 보임(保任)을 마치고 무애행 시작(37세)
- 1902년, 천장암에서 혜월스님에게 혜월이란 법호와 전법게를 내림(53세)
- 1904년 7월 15일, 만공스님에게 전법게를 주고 천장암을 떠남(55세)
- 1912년 4월 25일, 환속하여 훈장을 하다가 열반(64세)

## 관련 문화재
- 구미 금강사 금란가사 (경상북도 민속문화재 제133호)

## 소설
최인호, 길없는 길 : 1980년대에 발표된 최인호의 대표작으로, 발간 10년 만에 100만부가 팔린 불교소설이다. 주인공은 경허이다.

## 같이 보기
- 만공 (승려)
- 한암
- 청계사 (의왕시)